# Zhang Wenxiu
Zhang Wenxiu, 張文秀T, 张文秀S, Zhāng WénxiùP (Liaoning, 22 marzo 1986), è una martellista cinese.

## Palmarès
| Anno | Manifestazione           | Sede           | Evento              | Risultato | Misura  | Note                                     |
| ---- | ------------------------ | -------------- | ------------------- | --------- | ------- | ---------------------------------------- |
| 2001 | Mondiali                 | Edmonton       | Lancio del martello | 11ª       | 61,61 m |                                          |
| 2003 | Mondiali                 | Saint-Denis    | Lancio del martello | 13ª       | 65,09 m |                                          |
| 2004 | Olimpiadi                | Atene          | Lancio del martello | 7ª        | 72,03 m |                                          |
| 2005 | Campionati asiatici      | Incheon        | Lancio del martello | Oro       | 70,05 m |                                          |
| 2005 | Mondiali                 | Helsinki       | Lancio del martello | 4ª        | 69,82 m |                                          |
| 2006 | Giochi asiatici          | Doha           | Lancio del martello | Oro       | 74,15 m |                                          |
| 2007 | Mondiali                 | Osaka          | Lancio del martello | Bronzo    | 74,39 m |                                          |
| 2007 | Giochi mondiali militari | Hyderabad      | Lancio del martello | Oro       | 72,25 m |                                          |
| 2008 | Olimpiadi                | Pechino        | Lancio del martello | Argento   | 74,32 m |                                          |
| 2009 | Campionati asiatici      | Canton         | Lancio del martello | Oro       | 72,07 m |                                          |
| 2009 | Mondiali                 | Berlino        | Lancio del martello | 5ª        | 72,57 m |                                          |
| 2010 | Giochi asiatici          | Canton         | Lancio del martello | Oro       | 72,84 m |                                          |
| 2011 | Mondiali                 | Taegu          | Lancio del martello | Bronzo    | 75,03 m |                                          |
| 2011 | Giochi mondiali militari | Rio de Janeiro | Lancio del martello | Oro       | 74,29 m |                                          |
| 2012 | Olimpiadi                | Londra         | Lancio del martello | Bronzo    | 76,34 m |                                          |
| 2013 | Mondiali                 | Mosca          | Lancio del martello | Argento   | 75,58 m | Miglior prestazione personale stagionale |
| 2014 | Giochi asiatici          | Incheon        | Lancio del martello | Oro       | 77,33 m | Record dei Giochi                        |
| 2015 | Mondiali                 | Pechino        | Lancio del martello | Argento   | 76,33 m | Miglior prestazione personale stagionale |
| 2016 | Olimpiadi                | Rio de Janeiro | Lancio del martello | Argento   | 76,75 m | Miglior prestazione personale stagionale |
| 2017 | Mondiali                 | Londra         | Lancio del martello | 4ª        | 74,53 m | Miglior prestazione personale stagionale |